# جوش أوينز
جوش أوينز (بالإنجليزية: Josh Owens)‏ مواليد 7 ديسمبر 1988 في بورتسموث، هو لاعب كرة سلة أمريكي. بدأ مسيرته الاحترافية في سنة 2012. يلعب مع نادي كارشياكا لكرة السلة كلاعب وسط. يحمل الرقم 22. يبلغ طوله 6 قدم 9 بوصة (2.1 م).

## المسيرة الاحترافية
لعب مع أكويلا باسكت ترينتو في الدوري الإيطالي في موسم 2014–2015، ثم لعب مع رير فينيزيا مستري في موسم 2015–2016، ثم لعب مع نادي إيه إي كي لكرة السلة في سنة 2016، ثم لعب مع نادي كارشياكا لكرة السلة في سنة 2016.

## روابط خارجية
- جوش أوينز على موقع الدوري الأوروبي لكرة السلة (الإنجليزية)
- جوش أوينز على موقع كرة السلة الأوروبية.كوم (الإنجليزية)
- جوش أوينز على موقع كلية كرة السلة في سبورتس رفرنس.كوم (الإنجليزية)
- جوش أوينز على موقع ريلجم (الإنجليزية)
- جوش أوينز على موقع بروبوليرز (الإنجليزية)
- جوش أوينز على موقع سبورتس رفرنس (الإنجليزية)
- جوش أوينز على موقع سبورتس رفرنس (الإنجليزية)